# Heinrich Georg Friedrich Schröder
Heinrich Georg Friedrich Schröder (* 28. September 1810 in München; † 12. Mai 1885 in Karlsruhe) war ein deutscher Naturforscher, Physiker, Mathematiker und Pädagoge.

## Leben
Schröder besuchte bis zum Abitur 1827 das (heutige) Wilhelmsgymnasium München und studierte danach Mathematik, Naturwissenschaften und Naturphilosophie in München und Wien. 1833 erhielt er eine Professur für Physik an der Polytechnischen Schule in München. Seine Promotion erhielt er 1854 an der Universität Erlangen. Daneben wirkte er in den Jahren 1833 bis 1836 als Vorstandsmitglied des Polytechnischen Vereins für Bayern.
In Bayern umstürzlerischer Gesinnung verdächtigt, ging er 1836 in die Schweiz, wo er eine Professur für Physik an der Kantonalschule Solothurn bekam. 1840 erhielt er die Leitung der neu gegründeten Höheren Bürgerschule in Mannheim übertragen. Dort lehrte er bis 1873 die Fächer Mathematik, Physik und Chemie; bis 1869 stand er daneben auch der Mannheimer Gewerbeschule vor. 
Schröder trat vehement dafür ein, die Volksschule vom kirchlichen Einfluss zu befreien und beteiligte sich auch an Bestrebungen zur Schulreform in Baden.
Zusammen mit Theodor von Dusch entwickelte er 1853 ein Verfahren zur Luftsterilisierung mittels Filtration durch Baumwolle und nutzte es für die Konservierung von Lebensmitteln. Diese für die Mikrobiologie wichtige Entdeckung bildete die Basis späterer Untersuchungen von Louis Pasteur. Schröder war ein Pionier in der physikalischen Chemie und legte die Grundlagen für die Entwicklung des Periodensystems. 1858 publizierte er eine Skizze mit zwei perspektivischen Orientierungen, die als Schröder-Treppe in die Literatur einging.
1877 würdigte die Bayerische Akademie der Wissenschaften sein wissenschaftliches Wirken mit der Wahl zum korrespondierenden Mitglied.
Im öffentlichen Leben wirkte Schröder als Liberaler und Aufklärer. Im Jahr 1869 war er an der Gründung der Nationalliberalen Partei in Mannheim beteiligt, die eine Einigung Deutschlands unter der Führung Preußens anstrebte.

## Werke
- Literatur von und über Heinrich Georg Friedrich Schröder im Katalog der Deutschen Nationalbibliothek